# Mihr 'Ali
Mihr 'Ali (persiano: مهر علی نقاش; noto anche come Mir Ali o Mehr Ali; fl. 1795-1830) è stato un pittore iraniano, uno dei grandi pittori reali della corte persiana durante il regno di Fat'h Ali Shah Qajar, ed è considerato il più notevole ritrattista persiano della prima parte di questo regno.

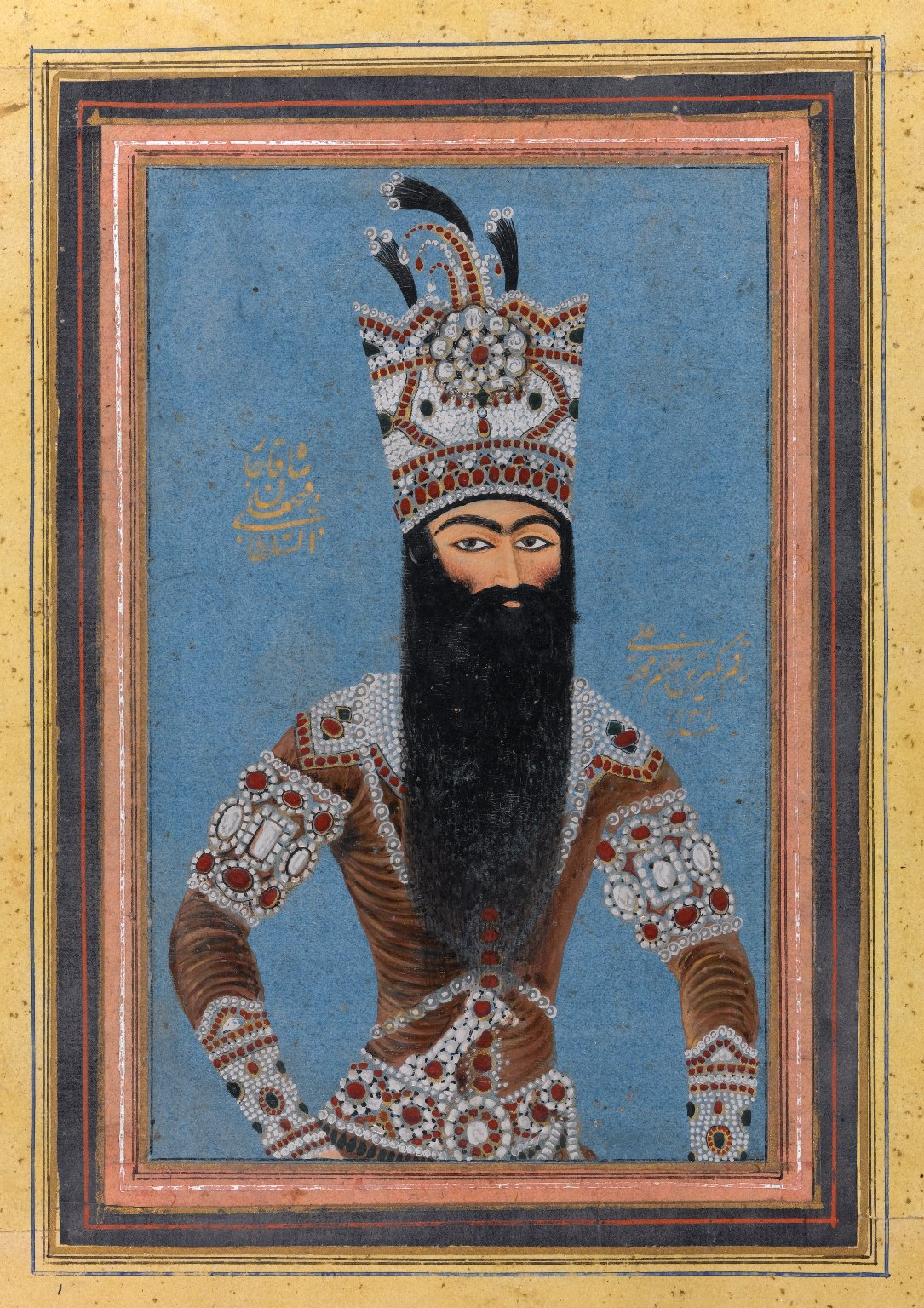
Mihr 'Ali (pittore iraniano, attivo ca. 1800-1830). Ritratto di Fath Ali Shah Qajar, 1815. Museo di Brooklyn

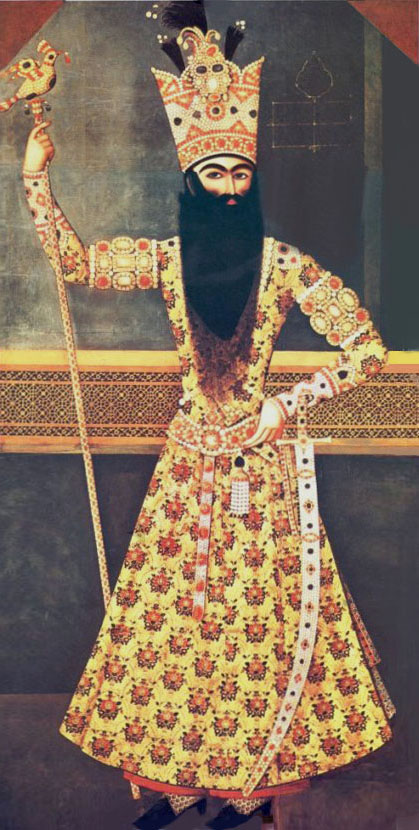
Dipinto di Fat'h Ali Shah Qajar di Mihr 'Ali (1813–1814), Museo dell'Ermitage, San Pietroburgo.

Mihr Ali è stato uno dei pittori più importanti del primo periodo dell'arte Qajar.

## Biografia
L'abilità principale di Mihr 'Ali era la sua capacità di catturare la grandezza e il potere del personaggio ritratto, e come tale divenne il pittore preferito dello Scià. Mihr 'Ali produsse almeno dieci dipinti ad olio, a grandezza naturale, di Fat'h Ali Shah, uno dei primi dei quali venne probabilmente inviato in dono agli emiri di Sind nel 1800. Un ulteriore ritratto, dello Scià in trono, fu inviato a Napoleone Bonaparte. Il miglior ritratto di Mihr Ali è un'opera del 1813-1814, considerata da alcuni come il miglior dipinto ad olio persiano esistente. Mostra un ritratto a figura intera del re che indossa una veste di broccato d'oro e una corona reale, con in mano un bastone ingioiellato.
Fat'h Ali Shah gli commissionò un gran numero di ritratti, a grandezza naturale, di se stesso e dei suoi figli, opere che fecero da sfondo alle cerimonie di corte. Le opere, dipinte da Mihr 'Ali e dal suo predecessore come pittore di corte, Mirza Baba, ritraevano Fat'h Ali Shah nei suoi numerosi ruoli, e avevano lo scopo di mostrare il suo potere di sovrano piuttosto che di essere ritratti realistici. Di conseguenza, le opere sono fortemente stilizzate, dipinte con toni ricchi e profondi e piene di simboli di potere.
Altre importanti opere di Mehr 'Ali includono una serie di ritratti di sovrani persiani e figure dello Shahnameh, commissionati da Fat'h Ali Shah come decorazione per il palazzo 'Imarat-i Naw a Isfahan. Questa serie di opere era abbastanza notevole da essere menzionata nei resoconti di molti dei viaggiatori europei a Isfahan, come James Morier (in A Journey through Persia negli anni 1808 e 1809, pubblicato nel 1812), Sir William Ouseley nel 1812 ( in Travels into various Countries of the East, pubblicato nel 1823), e Charles Texier (in Description de l'Arménie, la Perse et la Mesopotamie, pubblicato nel 1852). Fino al 1985 si pensava che tutti i dipinti di questa serie fossero andati distrutti, ma da allora ne sono stati scoperti e autenticati tre, ovvero i ritratti di Afrasiyab, Gengis Khan e Kay Khusraw, sebbene il ritratto di quest'ultimo non esista nella sua forma completa, ma è stato ridotto a solo l'80% circa della sua dimensione originale. Nonostante ciò, è stato venduto all'asta da Christie's a Londra nel 2007 per 54000 £ (107500 $). Anche le altre due opere sono in mani private, essendo state messe all'asta dalla stessa azienda nel 1987.
Mihr 'Ali fu anche un abile insegnante, tra i suoi allievi vi fu il noto pittore Abul-Hasan Ghaffari.